# Нодірбек Абдусатторов
Нодірбек Абдусатторов (узб. Nodirbek Abdusattorov, 18 вересня 2004, Ташкент)  — узбецький шахіст, гросмейстер (2017).
Шаховий вундеркінд, у віці 13 років, 1 місяця та 11 днів отримав звання гросмейстера, ставши другим на той час після Сергія Карякіна наймолодшим гросмейстером за історію.
Його рейтинг станом на червень 2023 року — 2732 (21-ше місце у світі, 1-ше — в Узбекистані).

## Кар'єра
У 2012 році Нодірбек Абдусатторов переміг на юнацькому чемпіонаті світу у категорії до 8 років (Марибор).
2014 року у віці 9 років Нодірбек переміг двох гросмейстерів, Андрія Жигалка (Білорусь) та Рустама Хуснутдінова (Казахстан), під час 8-го турніру пам'яті Георгія Агзамова, який проходив у рідному місті Ташкенті, ставши одним з наймолодших гравців, які коли-небудь перемагали гросмейстера в класичній грі на час.
У квітні 2015 року у віці 11 років увійшов до списку ФІДЕ топ-100 юніорів (до 20 років), встановивши рекорд за віком потрапляння в цей список.
У січні 2019 року Нодірбек Абдусатторов з результатом 8 очок з 13 можливих (+4-1=8) посів 2-ге місце на турнірі «Tata Steel Chess Tournament» (турнір В), що проходив у Вейк-ан-Зеє.

## Зміни рейтингу
| На цьому місці має відображатися графік чи діаграма, однак з технічних причин його відображення наразі вимкнено. Будь ласка, не видаляйте код, який викликає це повідомлення. Розробники вже працюють для того, щоби відновити штатне функціонування цього графіка або діаграми. | |
| | На цьому місці має відображатися графік чи діаграма, однак з технічних причин його відображення наразі вимкнено. Будь ласка, не видаляйте код, який викликає це повідомлення. Розробники вже працюють для того, щоби відновити штатне функціонування цього графіка або діаграми. |